# I Stockholm (bok)
I Stockholm – Också en resebeskrifning är en samling litterära kåserier av Lovisa Petterkvist (pseudonym för Alfhild Agrell). Boken utgavs första gången 1892 på Hugo Gebers förlag.

## Om boken
I Stockholm utkom i sex upplagor fram till 1910. Boken översattes också till danska 1895. Den följdes 1896 av ytterligare en bok under samma pseodonym, Hemma i Jockmock. Böckerna blev framgångsrika och etablerade Agrell som sin tids stora kvinnliga humorist. Agrells litterära förebild till böckerna var den tyska författaren och kemisten Julius Stindes böcker om matronan Wilhelmine Buchholz.
Lovisa Petterkvist-böckerna kom att bli stora försäljningssuccéer och innebar att Agrell skapade sig ett litterärt namn utöver det som knöts till henne som dramatiker. Kulturradikalen Hans Emil Larsson skrev att böcker gjorde Agrell "så populär och så av hjärtat avhållen som få av hennes skrivande systrar". Böckerna mottogs väl i pressen.